# Quitação
A quitação é considerada a prova do pagamento e consiste em um documento em que o credor ou seu representante, reconhecendo ter recebido o pagamento de seu débito, exonera o devedor da obrigação. Segundo o Artigo 319 do Código Civil brasileiro, o devedor que paga tem direito à quitação regular.
Todo aquele que solver dívida deverá obter do credor a necessária quitação, uma vez que em juízo não se admitirá comprovação de pagamento por via testemunhal, caso esse ultrapasse a taxa legal. A quitação valerá desde que cumpra os requisitos legais, previstos pelo Artigo 320.